# Maryslim
Maryslim ist eine schwedische Alternative-Rock-Band, die sich 1999 in Stockholm gründete.

## Geschichte
Maryslim entstand 1999, als sich die Bandmitglieder auf einem Rockkonzert trafen. Zwar hatten Mats Olsson und Kent Axén bereits einige Lieder zusammen geschrieben, jedoch fehlte ihnen ein Bassist und Schlagzeuger.
Die Band wurde durch diverse Live-Auftritte in Schweden bekannt und 2001 bekamen sie bei White Jazz Records ihren ersten Plattenvertrag. Es wurde die erste Single Nothing in Common und das Album Maryslim veröffentlicht.
Im Jahr 2002 wechselten Maryslim zu Wild Kingdom Records und spielten das Live-Album Live ‘n’ Loaded ein. Bei dem Lied High ‘n‘ Loaded bekamen sie Unterstützung von Peder Carlsson. Die Alben Split Vision und A Perfect Mess folgten. Auf letzterem coverten Maryslim den The-Sisters-of-Mercy-Titel This Corrosion und holten sich Jyrki 69 von The 69 Eyes zur gesanglichen Unterstützung dazu.
Im März 2008 gab die Band bekannt, dass der Bassist Urrke T die Band verlassen werde. Für die letzten ausstehenden Auftritte sprang Peter Henriksson ein. Seitdem gab es keine Ankündigungen zu neuen Alben oder Tourneedaten.

## Bandmitglieder
- Mats Olsson – Gesang, Gitarre
- Kent Axén – Gitarre, backing vocals
- Patrik Jansson – Schlagzeug, Percussion
- Urrke T – Bass (bis März 2008)

## Diskografie
- Maryslim (2001)
- Live ’n’ Loaded (2002)
- Split Vision (2004)
- A Perfect Mess (2007)

## Singles und EPs
- Nothing in Common (2001)
- Quite Intoxicated (2001)
- Back to Live (B.T.L.) (2004)
- My Time EP (2005)